# Floreffe
Floreffe (wa. Florefe) – miejscowość i gmina w Belgii, w Regionie Walońskim, w prowincji Namur, w okręgu Namur. 1 stycznia 2024 roku liczyła 8082 mieszkańców. Znajduje się tutaj opactwo, założone przez zakon norbertanów w XII wieku.
W 1935 roku Floreffe zorganizowało 15. Mistrzostwa świata w kolarstwie szosowym.

## Podział administracyjny
W skład gminy wchodzą trzy dzielnice (section):
- Floriffoux
- Franière
- Soye

## Współpraca
Miejscowości partnerskie:
- Frégimont, Francja
- Prata di Pordenone, Włochy

## Galeria

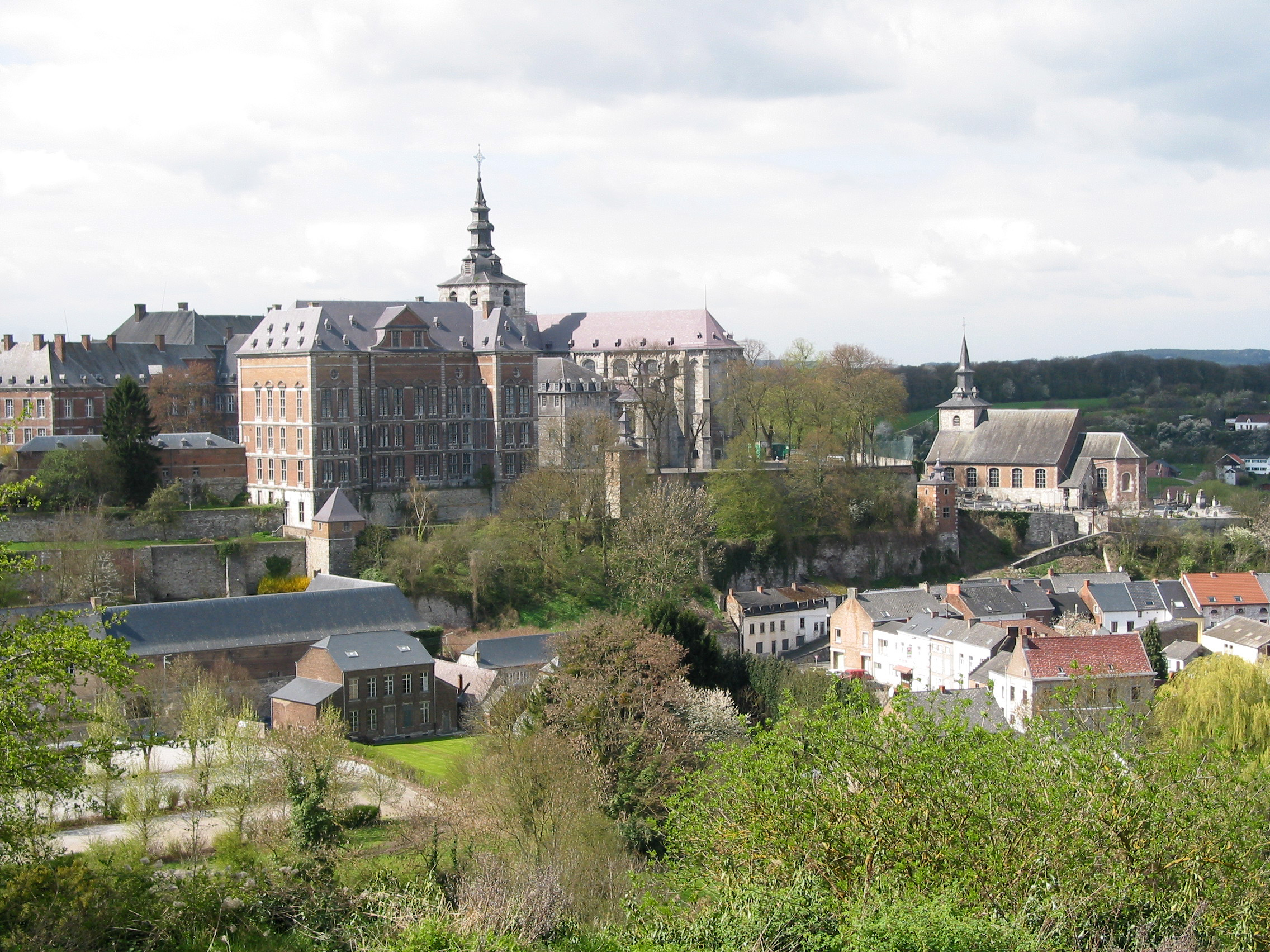
Opactwo Floreffe
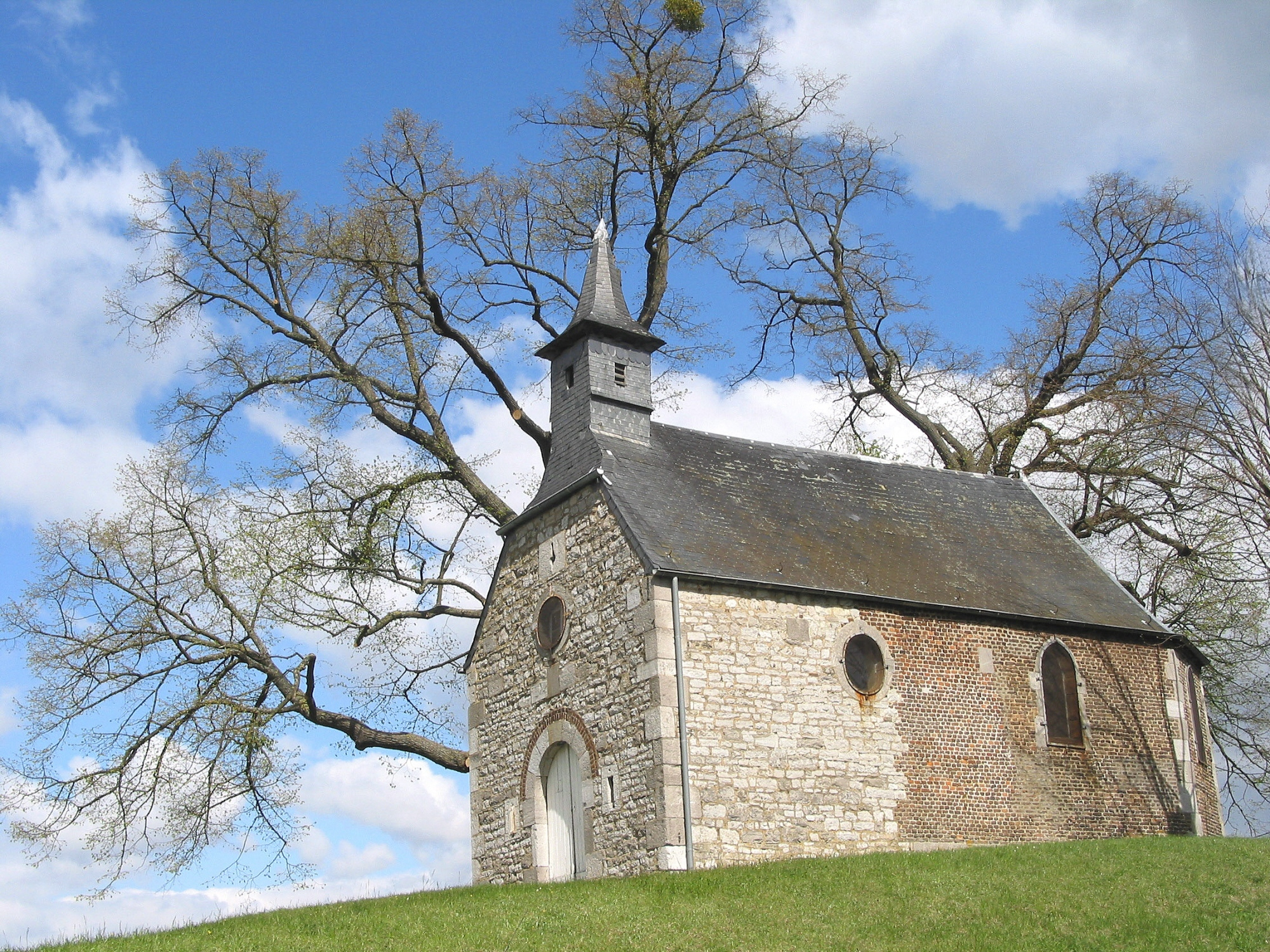
Kaplica św. Rocha (Saint-Roch)